# Université pour femmes de Kyoto
L'Université pour femmes de Kyoto (京都女子大学, Kyōto joshi daigaku) ou KWU est une université privée, située dans l'arrondissement de Higashiyama-ku de Kyoto, préfecture de Kyoto au Japon. L’établissement prédécesseur de l'école est fondé en 1899 et élevé au titre d'université en 1949.

## Historique
L'école Kyoto Kendo Jogakuin est créée en 1899 par Wariko Kai et Jinzaemon Matsuda selon les préceptes éducatifs de Kendo Jogakuin. In 1900, Wariko Kai et son mari fonde l'école Bunchuen, qui fusionne en 1910 avec la Kyoto Kendo Jogakuin pour devenir la Kyoto Koto Jogakko (lycée pour jeunes filles de Kyoto). En 1911, une école de commerce s'implante sur le campus (Kyoto Saiho Jogakko). La crêche (Kyoto Yochien) est ouverte en 1917. En 1924, l'Impératrice Teimei apprécie sa visite de l'école, qui garde depuis le nom d'« école de l'esprit ». En 1944, l'établissement scolaire est réorganisé sous forme de fondation propriétaire des différents établissements scolaires créés depuis sa création.
La construction du bâtiment Q est achevée en 1961. Les dortoirs Kinka sont achevés l'année suivante, puis le bâtiment E et plusieurs autres bâtiments en 1966. Ce plan de développement s'achève en 1990. En 2008, l'université ouvre une clinique de la nutrition. En 2013, un bureau ouvre à Osaka. En 2017, l'université ouvre une nouvelle bibliothèque universitaire.

## Personnalités liées
- Misako Izu, femme politique

## Cursus universitaires
Faculté de Lettres
- Langue et littérature japonaise
- Littérature anglaise
- Histoire

Faculté d'Éducation et du Développement humain
- Cours d'Éducation
- Psychologie de l'Éducation
- Éducation à la musique
- Études des enfants

Faculté des Arts ménagers
- Alimentation et nutrition
- Vêtement et design
- Art de vivre et santé

Faculté sociale contemporaine
Faculté de Droit

## Référence
- (en) Cet article est partiellement ou en totalité issu de l’article de Wikipédia en anglais intitulé « Kyoto Women's University » (voir la liste des auteurs).

1. 1 2  (en) « History », sur Kyoto-wu.ac.jp